# Howard Kingsbury
Pour les articles homonymes, voir Kingsbury.
Howard Kingsbury, né le 11 septembre 1904 à New York et mort le 27 octobre 1991, est un rameur d'aviron américain.

## Palmarès

### Jeux olympiques
- Paris 1924
  -  Médaille d'or en huit[1].